# Othmar Keel

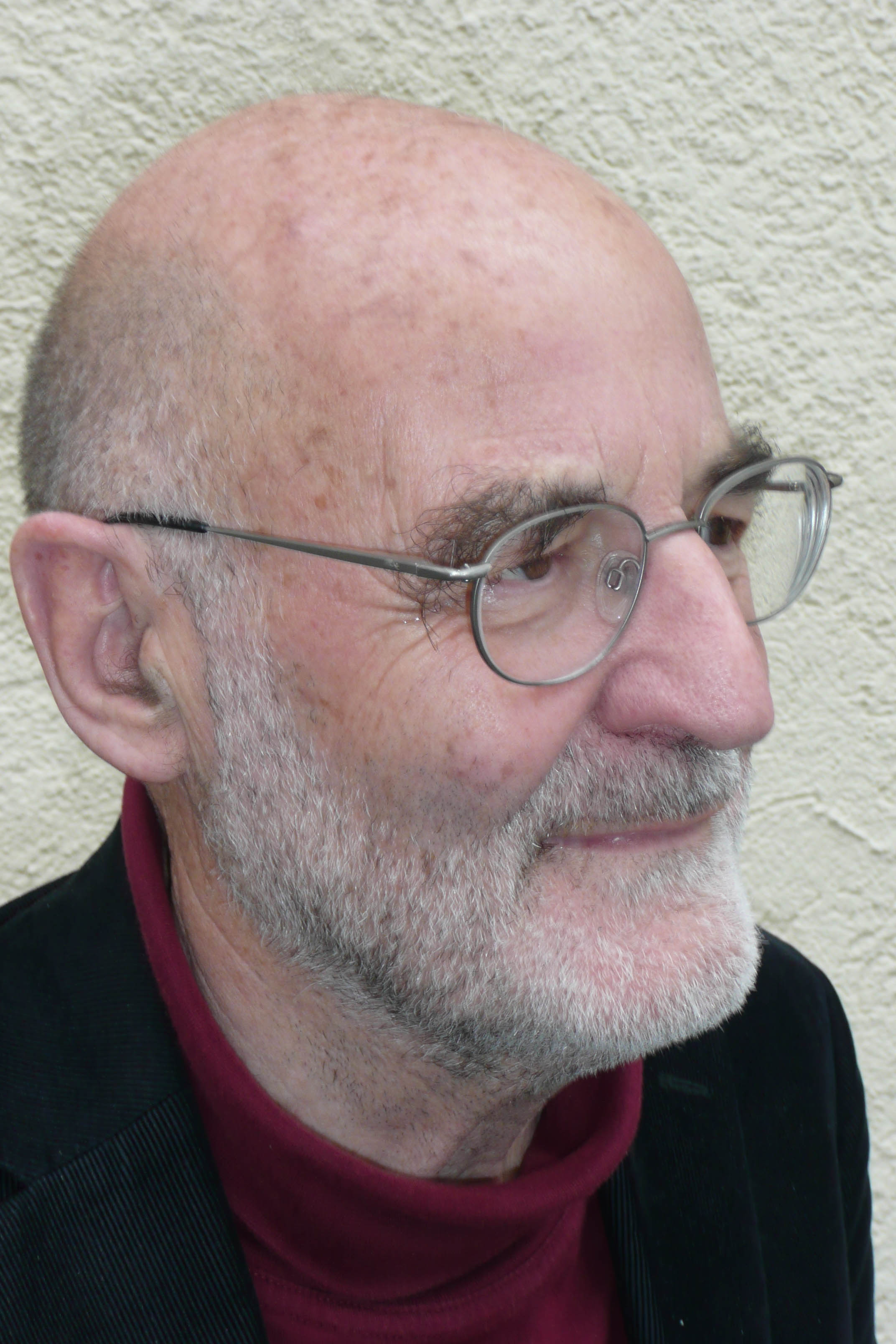
Othmar Keel (2009)

Othmar Keel (* 6. Dezember 1937 in Einsiedeln, Schweiz) ist ein katholischer Theologe, Bibel- und Religionswissenschaftler sowie Ägyptologe. Vorrangig bekannt sind die von ihm gegründete Sammlung BIBEL+ORIENT im Bibel-und-Orient-Museum in Freiburg/Schweiz und seine Schriften über Vertikale Ökumene.

## Leben

### Studium
Othmar Keel studierte von 1958 bis 1964 Hebräisch, Religionsgeschichte, Theologie und Exegese in Zürich, Rom und Freiburg/Schweiz. 1964–1967 Studium der Bibelwissenschaft, Altorientalischen Kunstgeschichte und Ägyptologie in Jerusalem und Zürich. Ausgedehnte Reisen führten ihn durch den ganzen Nahen Osten, dabei wurde altorientalische Ikonografie zu seiner Passion. 1967 wurde er in Theologie in Freiburg/Schweiz promoviert. 1971–1972 absolvierte er weitere Studien in Ägyptologie und altorientalische Kunstgeschichte in Chicago/USA.

### Familie
Seit 1969 ist Othmar Keel verheiratet mit Hildi geb. Leu. Das Ehepaar hat zwei Kinder. Othmar Keel ist ein jüngerer Bruder des Diogenes-Verlegers Daniel Keel und damit auch Schwager der Künstlerin Anna Keel.
Sein Patenkind ist Simonetta Sommaruga.

## Berufliche Tätigkeiten
Ab 1965 war Keel Vorstandsmitglied und 1970/1971 Präsident des Schweizerischen Katholischen Bibelwerks. An der Universität Freiburg (Schweiz) war er 1967–69 Lehrbeauftragter für Alttestamentliche Exegese und Biblische Umwelt, ab 1969 Assistenzprofessor, ab 1973 Extraordinarius und 1977–2002 (Emeritierung) Ordinarius; 1987–89 Dekan der Theol. Fakultät, 1988–95 Präsident der Publikationskommission, 1991–98 Mitglied und zeitweilig Präsident der Kommission Umweltwissenschaften und 1995–98 Mitglied des Senats und des Senatsausschusses.
Ab 1967 wurde er zu Gastvorlesungen, Gastprofessuren und Lehrstuhlvertretungen, zu Symposien und Kongressen an rund 100 Universitäten in Europa, Südafrika, Mittelosten, USA eingeladen. 1970 war er Gründungsmitglied des damals neu etablierten Biblischen Instituts der Universität Freiburg/Schweiz, heute genannt „Departement für Biblische Studien“. Seit 1973 Begründer und Herausgeber der Reihe „Orbis Biblicus et Orientalis“ (bis März 2010 248 Bände) und seit 1980 der Reihe „Orbis Biblicus et Orientalis, Series Archaeologica“ (bis März 2010 38 Bände). Seit 2004 ist er Präsident der Stiftung BIBEL+ORIENT.

### Wissenschaftliches Werk
Othmar Keels wissenschaftliches Werk ist der Erforschung der Zusammenhänge zwischen der Bildwelt des Alten Orients und der Bibel sowie der Religionsgeschichte Palästinas/Israels gewidmet. Er hat in seinen bibelwissenschaftlichen Publikationen gezeigt, wie die Bildsymbolik der altorientalischen Kulturen als Schlüssel zum Verständnis alttestamentlicher Texte dienen kann (z. B. Hohes Lied, Gottesreden im Buch Ijob, JHWH-Visionen in den Büchern Jesaja, Ezechiel und Sacharja).

### Forschungsschwerpunkte
Religionsgeschichte Kanaans und Israels, insbesondere die Geschichte des Monotheismus, die Beziehungen zwischen biblischen Metaphern, Symbolen und Visionen und denjenigen der Nachbarkulturen; damit zusammenhängend das Studium der visuellen „Massenkommunikationsmittel“ (Skarabäen, Stempelsiegel, Amulette, Rollsiegel u. a.) sowie die gegenseitige Abhängigkeit der monotheistischen Religionen. Er begründete an der Universität Freiburg/Schweiz eine Sammlung altorientalischer Kunst mit dem Ziel des Aufbaus eines Bibel+Orient-Museums in Freiburg/Schweiz.

## Zitate
- Ich habe mich für die Theologie entschieden, mich aber nie ordinieren lassen: zum einen, weil mir die Vereinnahmung von Seiten der Geistlichen zuwider war, zum andern, weil das Weibliche, das mich früh faszinierte, zölibatäre Priester nur beschränkt interessieren darf.[2]
- Ich hatte immer schon gewisse Vorbehalte gegenüber der dialektischen Theologie mit ihrem Insistieren auf dem Wort Gottes, auf der Erwählung und der Exklusivität des christlichen Glaubens.
- Im Grunde geht es immer um die Frage: Was ist entscheidend, das, was das alte Israel mit andern Völkern gemeinsam hat, oder das, was es von ihnen unterscheidet? Nach den Erfahrungen des Zweiten Weltkriegs, der ja eine Zeit der Ausgrenzung und der Verfolgung war, schien mir das Verbindende wichtiger zu sein als das Trennende. Und ich denke auch, wenn wir den Begriff des Schöpfergottes, der ja ein Vater aller Menschen ist, wirklich ernst nehmen, dann müssen wir jegliche Marginalisierung Andersgläubiger eigentlich als unfromm ablehnen.
- Es können an der «Bibel in gerechter Sprache» mit guten Gründen zahlreiche Details kritisiert werden – was reichlich geschehen ist. Es muss ihr aber zugutegehalten werden, dass sie die Lösung eines dringenden Problems in Angriff genommen hat.[3]

## Ehrungen
- 1996 Doctor honoris causa der Theol. Fakultät der Universität Lund/Schweden
- 1998 Irene Levi-Sala Book Prize in the Archaeology of Israel
- 1999 Publication Award der Biblical Archaeology Society (USA)
- 2000 Doctor honoris causa der Faculté autonome de théologie protestante der Universität Genf
- 2005 Marcel-Benoist-Preis (höchstdotierter schweizerischer Wissenschaftspreis)
- 2007 Doctor honoris causa der Kath.-Theol. Fakultät der Universität Bochum

## Schriften (Auswahl)
- Feinde und Gottesleugner. Studien zum Image der Widersacher in den Individualpsalmen. Stuttgart 1969. (Stuttgarter Biblische Monographien 7)
- Zurück von den Sternen. Kritik und Situierung der These Erich von Dänikens. Freiburg/Schweiz 1970. (Biblische Beiträge 7)
- Synoptische Texte aus der Genesis.
  - 1. Teil: Die Texte. Zus. mit Max Küchler. 2. Auflage. Fribourg 1975. (Biblische Beiträge 8,1)
  - 2. Teil: Der Kommentar. Zus. mit Max Küchler. Freiburg/Schweiz 1971, ISBN 3-7203-0008-0. (Biblische Beiträge 8,2)
- Wirkmächtige Siegeszeichen im Alten Testament. Ikonographische Studien zu Jos 8,28; Ex 17,8-13; 2Kön 13,14-19 und 1 Kön 22,11. Göttingen 1974, ISBN 3-7278-0119-0. (Orbis Biblicus et Orientalis 5)
- Die Weisheit spielt vor Gott. Ein ikonographischer Beitrag zur Deutung des mesahäqät in Spr 8,30f. Göttingen 1974, ISBN 3-525-53304-7.
- Vögel als Boten. Studien zu Ps 68,12-14; Gen 8,6-12; Koh 10,20 und dem Aussenden von Botenvögeln in Ägypten. Göttingen 1977, ISBN 3-525-53317-9. (Orbis Biblicus et Orientalis 14)
- Jahwe-Visionen und Siegelkunst. Eine neue Deutung der Majestätsschilderungen in Jes 6, Ez 1 und 10 und Sach 3. Stuttgart 1977, ISBN 3-460-03841-1. (Stuttgarter Bibel-Studien 84/85)
- Jahwes Entgegnung an Ijob. Eine Deutung von Ijob 38-41 vor dem Hintergrund der zeitgenössischen Bildkunst. Göttingen 1978, ISBN 3-525-53282-2. (Forschungen zur Religion und Literatur des Alten und Neuen Testaments 121)
- Monotheismus im Alten Israel und in seiner Umwelt. Freiburg/Schweiz 1980, ISBN 3-7203-0014-5. (Biblische Beiträge 14)
- Das Böcklein in der Milch seiner Mutter und Verwandtes. Im Lichte eines altorientalischen Bildmotivs. Göttingen 1980, ISBN 3-525-53340-3. (Orbis Biblicus et Orientalis 33)
- Orte und Landschaften der Bibel. Ein Handbuch und Studienreiseführer zum Heiligen Land. Zus. mit Max Küchler. Band 2: Der Süden, Göttingen 1982, ISBN 3-525-50167-6.
- Die Bibel mischt sich ein. Predigten und „Worte zum Sonntag“. Zürich 1984, ISBN 3-545-21054-5.
- Orte und Landschaften der Bibel. Ein Handbuch und Studienreiseführer zum Heiligen Land. Band 1: Geographisch-geschichtliche Landeskunde, zus. mit Max Küchler und Christoph Uehlinger. Göttingen 1984, ISBN 3-525-50166-8.
- Deine Blicke sind Tauben. Zur Metaphorik des Hohen Liedes. Stuttgart 1984, ISBN 3-460-04141-2. (Stuttgarter Bibel-Studien 114/115)
- Studien zu den Stempelsiegeln aus Palästina/Israel I. Zus. mit Silvia Schroer. Göttingen 1985, ISBN 3-525-53690-9. (Orbis Biblicus et Orientalis 67)
- Studien zu den Stempelsiegeln aus Palästina/Israel II. Zus. mit Hildi Keel-Leu und Silvia Schroer. Göttingen 1989, ISBN 3-525-53718-2. (Orbis Biblicus et Orientalis 88)
- Studien zu den Stempelsiegeln aus Palästina/Israel III. Die Frühe Eisenzeit. Ein Workshop, zus. mit Menakhem Shuval und Christoph Uehlinger. Göttingen 1990/1998, ISBN 3-525-53732-8. (Orbis Biblicus et Orientalis 100)
- Schöne, schwierige Welt – Leben mit Klagen und Loben. Ausgewählte Psalmen. Berlin/Neukirchen/Vluyn 1991. (54. Bibelwoche der Arbeitsgemeinschaft Missionarische Dienste)
- Das Hohelied. 2. Auflage. Theologischer Verlag, Zürich 1992, ISBN 3-290-14739-8. (Zürcher Bibelkommentare. Altes Testament 18)
- Studien zu den Stempelsiegeln aus Palästina/Israel IV. Mit Registern zu den Bänden 1-1 V. Göttingen 1994, ISBN 3-525-53770-0. (Orbis Biblicus et Orientalis 135)
- Corpus der Stempelsiegel-Amulette aus Palästina/Israel. Von den Anfängen bis zur Perserzeit. Einleitung. Göttingen 1995, ISBN 3-525-53890-1. (Orbis Biblicus et Orientalis. Series Archaeologica 10)
- Altorientalische Miniaturkunst. Die ältesten visuellen Massenkommunikationsmittel. zus. mit Christoph Uehlinger. Freiburg/Schweiz 1996, ISBN 3-7278-1053-X.
- Die Welt der altorientalischen Bildsymbolik und das Alte Testament. Am Beispiel der Psalmen. 5. Auflage. Göttingen 1996, ISBN 3-525-53638-0.
- Das Recht der Bilder gesehen zu werden. Drei Fallstudien zur Methode der Interpretation altorientalischer Bilder. Göttingen 1997, ISBN 3-525-53756-5. (Orbis Biblicus et Orientalis 122)
- Corpus der Stempelsiegel-Amulette aus Palästina/Israel. Von den Anfängen bis zur Perserzeit. Katalog Band 1. Von Teil Abu Farag bis ’Atlit. Göttingen 1997, ISBN 3-525-53894-4. (Orbis Biblicus et Orientalis. Series Archaeologica 13)
- Goddesses and Trees, New Moon and Yahweh. Ancient Near Eastern Art and the Hebrew Bible, (Journal for the Study of the Old Testament, Supplement Series 261) Sheffield, 1998, ISBN 1-85075-915-4
- Mond, Stier und Kult am Stadttor. Die Stele von Betsaida (et-Tell), (Orbis Biblicus et Orientalis 161) mit Monika Bernett, Göttingen, 1998, ISBN 3-7278-1176-0.
- Hellenismus und Judentum. Vier Studien zu Daniel 7 und zur Religionsnot unter Antiochus IV, zus. mit Urs Staub. Göttingen 2000, ISBN 3-525-53992-4. (Orbis Biblicus et Orientalis 178)
- Göttinnen, Götter und Gottessymbole. Neue Erkenntnisse zur Religionsgeschichte Kanaans und Israels aufgrund bislang unerschlossener ikonographischer Quellen, zus. mit Christoph Uehlinger. 5. Auflage Freiburg i. Br. 2001, ISBN 3-451-02134-X. (Quaestiones disputatae 134), 7. unveränderte Auflage 2012.
- Im Schatten Deiner Flügel. Tiere in der Bibel und im alten Orient. zus. mit Thomas Staubli. Freiburg/Schweiz 2001, ISBN 3-7278-1358-X.
- Kanaan–Israel–Christentum. Plädoyer für eine vertikale Ökumene. Franz Delitzsch-Vorlesung. Münster i.W. 2002.
- Vertikale Ökumene. Erinnerungsarbeit im Dienst des interreligiösen Dialogs. Freiburg/Schweiz 2005, ISBN 3-7278-1516-7.
- Die Ikonographie Palästinas/Israels und der Alte Orient. Eine Religionsgeschichte in Bildern Band 1: Vom ausgehenden Mesolithikum bis zur Frühbronzezeit. zus. mit Silvia Schroer. Freiburg/Schweiz 2005, ISBN 3-7278-1508-6.
- Eva – Mutter alles Lebendigen. Frauen- und Göttinnenidole aus dem Alten Orient, zus. mit Silvia Schroer. 2. Auflage. Freiburg/Schweiz 2006, ISBN 3-7278-1460-8.
- Corpus der Siegel-Amulette aus Jordanien: Vom Neolithikum bis zur Perserzeit. zus. mit Jürg Eggler. Herder Freiburg/Schweiz 2006, ISBN 3-7278-1549-3.
- Die Geschichte Jerusalems und die Entstehung des Monotheismus. Reihe Orte und Landschaften der Bibel, Band 4/1. Vandenhoeck & Ruprecht, Göttingen 2007, (2 Bände) ISBN 978-3-525-50177-1.
- Gott weiblich: eine verborgene Seite des biblischen Gottes. Gütersloh 2008, ISBN 978-3-579-08044-4.
- Schöpfung: biblische Theologien im Kontext altorientalischer Religionen. zus. mit Silvia Schroer. 2. Auflage. Göttingen 2008, ISBN 978-3-525-53500-4.
- Selbstverherrlichung: die Gestalt Abrahams in Judentum, Christentum und Islam. Basel 2009, ISBN 978-3-7965-2583-4.
- Jerusalem und der eine Gott: eine Religionsgeschichte. Vandenhoeck & Ruprecht, Göttingen 2011, ISBN 978-3-525-54010-7.
- Engelwelten (unter Mitarbeit von Caroline Schuster Cordone, Stephan Gasser und Leonardo Pajarola; mit Fotografien von Primula Bosshard und Francesco Ragusa), Freiburg/Schweiz 2017, ISBN 978-3-907052-42-6.
- 700 Skarabäen und Verwandtes aus Palästina/Israel: Die Sammlung Keel (mit Zeichnungen von Ulrike Zurkinden-Kolberg), OBO.SA 39, Leuven/Paris/Bristol 2020, ISBN 978-90-429-4198-4.

Viele Schriften und Bücher sind auch in andere Sprachen übersetzt.